# گمینا اداموو (شهرستان ووکوف)
گمینا اداموو (شهرستان ووکوف) (به لهستانی:  Gmina Adamów) یک گمینا در لهستان است که در شهرستان ووکوف واقع شده‌است. گمینا اداموو ۹۸٫۸۹ کیلومتر مربع مساحت و ۵٬۸۰۱ نفر جمعیت دارد.